# Gärdessjön (Åsenhöga socken, Småland, 636614-138307)
Gärdessjön är en sjö i Gnosjö kommun i Småland och ingår i Lagans huvudavrinningsområde. Sjön är 11,3 meter djup, har en yta på 0,137 kvadratkilometer och är belägen 264 meter över havet. Vid provfiske har abborre, gädda och mört fångats i sjön.

## Delavrinningsområde
Gärdessjön ingår i det delavrinningsområde (636373-138398) som SMHI kallar för Utloppet av Mosjön. Avrinningsområdets medelhöjd är 206 meter över havet och ytan är 7,65 kvadratkilometer. Räknas de 4 delavrinningsområdena uppströms in blir den ackumulerade arean 50,98 kvadratkilometer. Marieholmskanalen (Modalaån) som avvattnar avrinningsområdet har biflödesordning 3, vilket innebär att vattnet flödar genom totalt 3 vattendrag innan det når havet efter 197 kilometer. Delavrinningsområdet består mestadels av skog (71 procent). Avrinningsområdet har 0,87 kvadratkilometer vattenytor vilket ger det en sjöprocent på 11,4 procent.